# 共产主义革命者组织（马列）
共产主义革命者组织（马列）（波斯語：‎，羅馬化：Sāzmān-e enqelābīyūn-e komūnīst），简称共革组（马列），是伊朗历史上的一个毛派组织。它在反对沙阿制度的运动中形成，曾活跃于伊朗流亡学生运动。
共革组成立于1970年，它强烈反对赫鲁晓夫的政策，谴责其为“赫鲁晓夫修正主义”。它支持毛泽东的人民战争和文化大革命。他们主張工人阶级的意识形态应当是“马克思列宁主义毛泽东思想”。
其后的1976年，共革组与“Pooya团体”合并为伊朗共产主义者联盟。
共革组可被视为该思潮在伊朗的早期核心，目前这种思潮存在于伊朗共产党（马列毛）。